# 상속자들
《상속자들》은 2013년 10월 9일부터 2013년 12월 12일까지 방영한 SBS 드라마 스페셜이다. 12월 25일 크리스마스 에디션이 오후 2시 20분에 방영되었다.

## 줄거리
부유층 고교생들의 사랑과 우정을 그리는 하이틴 로코 드라마.

## 등장 인물

### 주요 인물
- 이민호 : 김탄(18세) 역(아역 전진서 → 정찬우) - 제국그룹 상속자 96
- 박신혜 : 차은상(18세) 역

### 제국고등학교
- 김우빈 : 최영도(18세) 역(아역 양현모) - 제우스호텔 상속자
- 정수정 : 이보나(18세) 역 - 메가엔터테인먼트 상속자
- 김지원 : 유라헬(18세) 역 - RS인터내셔널 상속자, 김탄의 전 약혼녀
- 강민혁 : 윤찬영(18세) 역 - 지성 상속자, 학년 대표(전교 부회장)으로 보나의 연인
- 강하늘 : 이효신(19세) 역 - 검찰총장 상속자, 전교 회장
- 박형식 : 조명수(18세) 역 - 법무법인 승리 상속자
- 전수진 : 강예솔(18세) 역 - 강남 룸싸롱 보관됨 2024-05-02 - 웨이백 머신 10여 곳 상속자

### 제국그룹
- 최진혁 : 김원 역 - 제국건설 사장, 김남윤 회장과 본처(첫 번째부인) 사이에서 낳은 아들이자 김탄의 이복형
- 최원영 : 윤재호 역 - 윤찬영의 아버지, 제국그룹 비서실장 -> 제국건설 부사장
- 박준금 : 정지숙 역 - 제국재단 이사장, 김남윤의 두 번째부인이자 김탄의 법적 어머니
- 김성령 : 한기애 역 - 제국그룹 김남윤 회장의 첩, 김탄의 생모
- 정동환 : 김남윤 역 - 제국그룹 회장, 김원과 김탄의 아버지
- 김미경 : 박희남 역 - 제국그룹 회장 본가 가사도우미, 차은상의 어머니

### 주변 인물
- 최진호 : 최동욱 역 - 제우스 호텔 대표, 최영도의 아버지
- 윤손하 : 이에스더 역 - RS 인터내셔널 대표, 유라헬의 어머니, 윤재호의 옛연인

### 그 외 인물
- 최지나 : 유경란 역 - 제우스 호텔 前안주인, 최영도의 어머니
- 서이숙 : 이효신의 어머니 역 - 제국고등학교 육성회장
- 이연경 : 이보나의 어머니 역 - 메가 엔터테인먼트 안주인
- 최은경 : 강예솔의 어머니 역 - 강남 룸싸롱 보관됨 2024-05-02 - 웨이백 머신 경영자
- 라미란 : 조명수의 어머니 역 - 법무법인 승리 변호사
- 최태환 : 이상우 역 - 최영도의 친구
- 양승필 : 효준 역 - 최영도의 친구
- 조윤우 : 문준영 역 - 제국고등학교 학생
- 황보미 : 강한나 역 - 제국고등학교 학생
- 임주은 : 전현주 역 - 제국그룹 장학생에서 제국고등학교 교사로 김원의 옛연인
- 왕지원 : 양다경 역 - BS텔레콤 상속자이자 김원의 약혼녀
- 황영희 : 담임선생님 역
- 김승욱 : 정지훈 역 - 제국그룹 임원, 정지숙 이사장의 동생
- 서진욱 : 박 전무 역
- 백승현 : 정비서 역 - 김남윤 회장의 비서

### 특별출연
- 윤진서 : 차은석 역 - 은상의 언니
- 김희철 : MC 역
- 비투비
- 빅스
- 강경헌
- 정원중 : 이창혁 역 - 검찰총장, 이효신의 아버지
- 정주희
- 박영지 : 양 회장 역 - BS텔레콤 회장, 양다경의 할아버지
- 이현진 : 이보나의 오빠 역

## 시청률
아래의 파란색 숫자는 '최저 시청률'이고, 빨간색 숫자는 '최고 시청률'입니다. 시청률조사회사와 지역별로 시청률에 차이가 있을 수 있습니다.
| 2013년      | 2013년      | 2013년          | 2013년        | 2013년          | 2013년        |
| 회차        | 방송일      | TNmS 시청률     | TNmS 시청률   | AGB 시청률      | AGB 시청률    |
| 회차        | 방송일      | 대한민국 (전국) | 서울 (수도권) | 대한민국 (전국) | 서울 (수도권) |
| ----------- | ----------- | --------------- | ------------- | --------------- | ------------- |
| 제1회       | 10월 9일    | 9.9%            | 12.0%         | 11.6%           | 13.1%         |
| 제2회       | 10월 10일   | 11.2%           | 13.4%         | 10.5%           | 11.8%         |
| 제3회       | 10월 16일   | 10.9%           | 13.9%         | 10.6%           | 11.8%         |
| 제4회       | 10월 17일   | 12.4%           | 15.2%         | 11.5%           | 12.7%         |
| 제5회       | 10월 23일   | 12.2%           | 15.6%         | 11.4%           | 12.8%         |
| 제6회       | 10월 24일   | 13.9%           | 17.9%         | 13.5%           | 14.8%         |
| 제7회       | 10월 30일   | 12.9%           | 16.2%         | 12.1%           | 13.1%         |
| 제8회       | 10월 31일   | 14.1%           | 17.6%         | 13.1%           | 14.1%         |
| 제9회       | 11월 6일    | 13.3%           | 16.6%         | 13.4%           | 15.3%         |
| 제10회      | 11월 7일    | 14.3%           | 17.9%         | 15.3%           | 17.2%         |
| 제11회      | 11월 13일   | 13.9%           | 17.1%         | 15.4%           | 16.8%         |
| 제12회      | 11월 14일   | 14.0%           | 17.8%         | 15.9%           | 17.5%         |
| 제13회      | 11월 20일   | 18.2%           | 22.1%         | 20.6%           | 22.7%         |
| 제14회      | 11월 21일   | 19.4%           | 23.4%         | 22.1%           | 24.6%         |
| 제15회      | 11월 27일   | 18.2%           | 22.7%         | 19.8%           | 21.0%         |
| 제16회      | 11월 28일   | 20.2%           | 23.8%         | 21.1%           | 23.2%         |
| 제17회      | 12월 4일    | 21.4%           | 27.6%         | 21.4%           | 23.4%         |
| 제18회      | 12월 5일    | 21.8%           | 27.3%         | 23.9%           | 26.5%         |
| 제19회      | 12월 11일   | 22.5%           | 28.5%         | 24.3%           | 27.0%         |
| 제20회      | 12월 12일   | 23.5%           | 27.9%         | 25.6%           | 28.6%         |
| 평균 시청률 | 평균 시청률 | 15.9%           | 19.7%         | 16.7%           | 18.4%         |

## OST

### Part 1
| #  | 제목                | 작사   | 작곡           | 재생 시간 |
| -- | ------------------- | ------ | -------------- | --------- |
| 1. | 〈말이야〉 (이홍기) | 한성호 | 한승훈, 김재양 | 3:48      |

### Part 2
| #  | 제목                            | 작사   | 작곡           | 재생 시간 |
| -- | ------------------------------- | ------ | -------------- | --------- |
| 1. | 〈Love Is...〉 (박장현, 박현규) | 한성호 | 한승훈, 서용배 | 3:38      |

### Part 3
| #  | 제목                         | 작사           | 작곡                | 재생 시간 |
| -- | ---------------------------- | -------------- | ------------------- | --------- |
| 1. | 〈Moment〉 (창민)            | 한성호         | 김도훈, 한승훈      | 4:02      |
| 2. | 〈사랑이라는 이름으로〉 (켄) | 한성호, 이희승 | 한승훈, Vinyl House | 3:21      |
| 3. | 〈두 사람〉 (박장현)         | 윤영준         | 윤영준              | 4:27      |

### Part 4
| #  | 제목                       | 작사             | 작곡        | 재생 시간 |
| -- | -------------------------- | ---------------- | ----------- | --------- |
| 1. | 〈세렌디피티〉 (투영)      | 한경혜, 서래클럽 | Vinyl House | 3:36      |
| 2. | 〈아랫입술 물고〉 (에스나) | 한경혜           | 김재양      | 3:42      |

### Part 5
| #  | 제목               | 작사   | 작곡           | 재생 시간 |
| -- | ------------------ | ------ | -------------- | --------- |
| 1. | 〈Story〉 (박신혜) | 이희승 | 한승훈, 김재양 | 4:37      |

### Part 6
| #  | 제목                 | 작사   | 작곡   | 재생 시간 |
| -- | -------------------- | ------ | ------ | --------- |
| 1. | 〈또 운다〉 (문명진) | 한성호 | 한승훈 | 3:49      |

### OST 1
| #   | 제목                                      | 작사                     | 작곡                     | 재생 시간 |
| --- | ----------------------------------------- | ------------------------ | ------------------------ | --------- |
| 1.  | 〈말이야〉 (이홍기)                       | 한성호                   | 한승훈, 김재양           | 3:49      |
| 2.  | 〈Love Is...〉 (박장현, 박현규)           | 한성호                   | 한승훈, 서용배           | 3:38      |
| 3.  | 〈Moment〉 (창민)                         | 한성호                   | 김도훈, 한승훈           | 4:02      |
| 4.  | 〈사랑이라는 이름으로〉 (켄)              | 한성호, 이희승           | 한승훈, Vinyl House      | 3:21      |
| 5.  | 〈두 사람 (Remake)〉 (박장현)             | 윤영준                   | 윤영준                   | 4:27      |
| 6.  | 〈세렌디피티〉 (투영)                     | 한경혜, 서래클럽         | Vinyl House              | 3:36      |
| 7.  | 〈아랫입술 물고〉 (에스나)                | 한경혜                   | 김재양                   | 3:42      |
| 8.  | 〈Here For You〉 (빅베이비드라이버)       | 박세준, 빅베이비드라이버 | 박세준, 빅베이비드라이버 | 3:39      |
| 9.  | 〈What We Used To Be〉 (빅베이비드라이버) | 박세준, 빅베이비드라이버 | 박세준, 빅베이비드라이버 | 3:26      |
| 10. | 〈Some Other Day〉 (빅베이비드라이버)     | 박세준, 빅베이비드라이버 | 박세준, 빅베이비드라이버 | 3:26      |
| 11. | 〈I Will See You〉 (트랜스픽션)           | 해랑, 김동혁             | 김동혁                   | 2:53      |
| 12. | 〈말이야 (Inst.)〉                        |                          | 한승훈, 김재양           | 3:49      |
| 13. | 〈Love Is... (Inst.)〉                    |                          | 한승훈, 서용배           | 3:38      |
| 14. | 〈Moment (Inst.)〉                        |                          | 김도훈, 한승훈           | 4:02      |

### Part 7
| #  | 제목                     | 작사   | 작곡         | 재생 시간 |
| -- | ------------------------ | ------ | ------------ | --------- |
| 1. | 〈돌아보지 마〉 (최진혁) | 한성호 | 한승훈, R307 | 4:05      |

### Part 8
| #  | 제목                      | 작사           | 작곡                | 재생 시간 |
| -- | ------------------------- | -------------- | ------------------- | --------- |
| 1. | 〈마음으로만〉 (박정현)   | 한성호, 이희승 | 김재양              | 4:24      |
| 2. | 〈성장통2〉 (차가운 체리) | 김빨강, 김상엽 | 박세준, 차가운 체리 | 3:51      |

### Part 9
| #  | 제목                   | 작사   | 작곡   | 재생 시간 |
| -- | ---------------------- | ------ | ------ | --------- |
| 1. | 〈아픈 사랑〉 (이민호) | 강이든 | 황찬희 | 3:56      |

### OST 2
| #   | 제목                                          | 작사                   | 작곡                | 재생 시간 |
| --- | --------------------------------------------- | ---------------------- | ------------------- | --------- |
| 1.  | 〈Story〉 (박신혜)                            | 이희승                 | 김재양, 한승훈      | 4:37      |
| 2.  | 〈또 운다〉 (문명진)                          | 한성호                 | 한승훈              | 3:49      |
| 3.  | 〈마음으로만〉 (박정현)                       | 이희승, 한성호         | 김재양              | 4:24      |
| 4.  | 〈돌아보지마〉 (최진혁)                       | 한성호                 | 한승훈, R307        | 4:05      |
| 5.  | 〈아픈 사랑〉 (이민호)                        | 강이든                 | 황찬희              | 3:56      |
| 6.  | 〈Love Is... (Acoustic Ver.)〉 (박현규)       | 한성호                 | 서용배, 한승훈      | 3:09      |
| 7.  | 〈사랑이라는 이름으로 (English Ver.)〉 (켄)   | 박은우, 이희승, 한성호 | 한승훈, Vinyl House | 3:21      |
| 8.  | 〈성장통2〉 (차가운 체리)                     | 김빨강, 김상엽         | 박세준, 차가운 체리 | 3:51      |
| 9.  | 〈Heritor〉 (Various Artists)                 |                        |                     | 2:03      |
| 10. | 〈말이야 (Piano Ver.)〉 (Various Artists)     |                        |                     | 2:00      |
| 11. | 〈Dream Catcher〉 (Various Artists)           |                        |                     | 2:29      |
| 12. | 〈Love Is... (Comic Ver.)〉 (Various Artists) |                        |                     | 1:24      |
| 13. | 〈Logical Love〉 (Various Artists)            |                        |                     | 2:42      |
| 14. | 〈Weight Of The Crown〉 (Various Artists)     |                        |                     | 3:07      |
| 15. | 〈Aim At The Crown〉 (Various Artists)        |                        |                     | 2:10      |
| 16. | 〈별을 세는 아이〉 (Various Artists)          |                        |                     | 2:10      |
| 17. | 〈Portents Of War〉 (Various Artists)         |                        |                     | 1:56      |
| 18. | 〈한여름 밤에 꿈〉 (Various Artists)          |                        |                     | 2:29      |

## 수상 경력
- 2013년 SBS 연기대상 10대스타상, 인기상, 베스트커플상, 베스트드레서상, 중편드라마 부문 남자 최우수연기상 이민호
- 2013년 SBS 연기대상 10대스타상, 베스트커플상, 중편드라마 부문 여자 우수연기상 박신혜
- 2013년 SBS 연기대상 중편드라마 부문 여자 특별연기상 김성령
- 2013년 SBS 연기대상 뉴스타상 김지원, 강민혁, 최진혁
- 2013년 SBS 연기대상 10대스타상 김우빈
- 2013년 2013 중국 TV드라마어워즈 해외 최고 인기 아티스트상 김우빈, 박신혜
- 2013년 2013 중국 바이두 페이디엔 시상식 아시아 최고 배우상 이민호
- 2013년 2013 중국 제12회 싱샹대전 아시아 최고 인기 배우상 이민호
- 2013년 2013 미국 드라마 피버 어워즈 베스트 배우상 이민호
- 2014년 2014 방송통신위원회 방송대상 시상식 한류부문 우수상
- 2014년 제 50회 백상예술대상 TV부문 여자 인기상 박신혜
- 2014년 제 9회 서울 드라마 어워즈 한류드라마 부문 우수 작품상
- 2014년 제 3회 《에이판 스타 어워즈》중편드라마 여자 우수상 박신혜
- 2014년 제2회 드라마피버 어워드 베스트커플상 강민혁, 정수정

## 동시간대 드라마
- KBS 수목 미니시리즈

《비밀》 (2013년 9월 25일 ~ 2013년 11월 14일)
《예쁜 남자》 (2013년 11월 20일 ~ 2014년 1월 9일)
- MBC 수목 미니시리즈

《메디컬 탑팀》 (2013년 10월 9일 ~ 2013년 12월 12일)